# Europäisches Olympisches Winter-Jugendfestival 2021/Nordische Kombination
Beim Europäischen Olympischen Winter-Jugendfestival 2021 wurden drei Wettbewerbe in der Nordischen Kombination ausgetragen.

## Bilanz

### Medaillenspiegel
| Platz  | Land        | Gold | Silber | Bronze | Gesamt |
| ------ | ----------- | ---- | ------ | ------ | ------ |
| 1      | Österreich  | 1    | 1      | 1      | 3      |
| 2      | Italien     | 1    | –      | 1      | 2      |
| 3      | Norwegen    | 1    | –      | –      | 1      |
| 4      | Deutschland | –    | 1      | –      | 1      |
| 4      | Tschechien  | –    | 1      | –      | 1      |
| 6      | Frankreich  | –    | –      | 1      | 1      |
| Gesamt | Gesamt      | 3    | 3      | 3      | 9      |

### Medaillengewinner
| Disziplin                              | Gold                                                            | Silber                                                                        | Bronze                                                            |
| -------------------------------------- | --------------------------------------------------------------- | ----------------------------------------------------------------------------- | ----------------------------------------------------------------- |
| Gundersen (Normalschanze/4 km) Mädchen | Annika Sieff                                                    | Lisa Hirner                                                                   | Annalena Slamik                                                   |
| Gundersen (Normalschanze/6 km) Jungen  | Eidar Johan Strøm                                               | Jiří Konvalinka                                                               | Marco Heinis                                                      |
| Mixed-Team (Normalschanze/4 × 3,3 km)  | ÖsterreichLisa Hirner Samuel Lev Annalena Slamik Severin Reiter | DeutschlandCindy Haasch Benedikt Gräbert Magdalena Burger Tristan Sommerfeldt | ItalienAnnika Sieff Stefano Radovan Greta Pinzani Iacopo Bortolas |